# Eberhard Königsmann
Eberhard Königsmann (* 25. September 1930 in Niederbielau; † 16. November 1980 in Berlin) war ein deutscher Entomologe und Kurator.

## Leben
Eberhard Königsmann wurde in Niederbielau, Kreis Görlitz, als ältester Sohn des Hilfsförsters Erich Königsmann geboren. Er besuchte die Lessing-Oberschule in Görlitz bis zum Abitur. Ab Herbst 1949 studierte er an der Karl-Marx-Universität in Leipzig Botanik, Zoologie und Phytopathologie. 1953 schloss er das Studium mit einer Diplom-Arbeit über Untersuchungen zum Schadbild und zur Ursache der Kümmelvergrünung ab. Ende 1956 promovierte er zu dem Thema Untersuchungen über die Gallmilbe Aceria carvi (Nal.) unter Berücksichtigung der Bekämpfung. 1957 übersiedelte Königsmann nach Berlin, wo er als wissenschaftlicher Assistent im damaligen Deutschen Entomologischen Institut in Berlin-Friedrichshagen arbeitete.
Er übernahm die Bearbeitung der Hymenopteren im Urania-Tierreich, arbeitete an lexikalischen Werken mit und übernahm Beratungen für Presse, Rundfunk und Fernsehen. Als letzte größere und zugleich wissenschaftlich bedeutendste Arbeit, in die seine weitreichenden Kenntnisse einflossen, konnte Königsmann 1979 noch eine umfangreiche Studie zur Phylogenie der Hymenoptera vollenden.

## Publikationen
- Ergebnisse der Albanien-Expedition 1961 des Deutschen Entomologischen Institutes. 1. Beitrag. Bericht über den Verlauf der Reise. In: Beiträge zur Entomologie. Band 12, 1962, S. 765–843 (zobodat.at [PDF]).
- Ergebnisse der Albanien-Expedition 1961 des Deutschen Entomologischen Institutes. 2. Beitrag. Bibliographie zur entomologischen Erforschung Albaniens. In: Beiträge zur Entomologie. Band 12, 1962, S. 844–915 (zobodat.at [PDF]).
- Nomenklaturregeln und Nomenklaturpraxis in der Zoologie.	Wiss. Z. Karl-Marx-Univ. Leipzig, math.-nat. Reihe, 13, S. 125 –131.
- Nachtrag zu: Was der Entomologe von der zoologischen Nomenklatur wissen muß. Ent. Ber. 1965, 12.
- Das phylogenetische System der Hymenoptera. Teil 1 : Einführung, Grundplanmerkmale, Schwestergruppe und Fossilfunde. In: Deutsche Entomologische Zeitschrift. N. F. 23, 1976, S. 253–279.
- Die Bedeutung der Entomotaxonomie für den Pflanzenschutz. Ent. Ber. 1977, 85–92.
- Probleme bei der Ermittlung von Artenzahlen der Hymenoptera. Verh. int. Symp. Entomofaun. M iEur. 7, S. 213–216.
- Ergänzungen zur Biographie und Bibliographie von J. D. Alfken. Mitt. zool. Mus. Berlin 56, 151–154.
- Das System der Hymenoptera vom Standpunkt der phylogenetischen Systematik. In: Beitr. Probl. Syst. Evol. Mus. Berlin, S. 98–107.